# Leipt
Leipt (fornvästnordiska Leiptr; ”blixt, ljungeld”), även försvenskat Leipter, är en ”lysande” (ljós) älv i nordisk mytologi. Älven omtalas i Grímnismál 26–28, de så kallade ”flodtulorna”, där den sägs ha sitt upphov i Hvergelmir i Nifelheims mitt. Därefter rinner den genom Midgård för att slutligen falla ned till Hel.
I Andra kvädet om Helge Hundingsbane (Helgakviða Hundingsbana önnur) sägs valkyrian Sigruns bror Dag ha svurit trohetsed till Helge Hundingsbane vid floden Leipt; en ed som han senare bröt.

## Källtexterna

### Poetiska Eddan
Grímnismál 28
| Nyt och Nöt, Nönn och Hrönn, Slid och Hrid, Sylg och Ylg, Vid och Vån, Vönd och Strönd, Gjöll och Leipter, de gå genom Midgård, men härifrån falla de till Hel. | Nyt ok Nǫt, Nǫnn ok Hrǫnn, Slíð ok Hríð, Sylgr ok Ylgr, Víð ok Vǫ́n, Vǫnd ok Strǫnd, Gjǫll ok Lęiptr, falla gumnum nær, ęn falla til Hęljar heðan. |  |

Helgakviða Hundingsbana önnur
Valkyrian Sigruns bror Dag har svurit trohet till sin systers make Helge Hundingsbane, men bryter eden och lönnmördar Helge med spjutet Gungner som han lånat av den svekfulle Oden. När Dag sedan lyser dråpet inför Sigrun utslungar hon en lång förbannelse över honom. Första strofen lyder:
| Må du få ont av alla eder, de svikna eder du svurit till Helge vid den lysande Leipters vatten och vid den ursvala Unnarstenen. | Þik skyli allir ęiðar bíta, þęir es Hęlga hafðir unna at hinu ljósa Lęiptrar vatni ok at úrsvǫlum Unnarstęini. |  |

Varför eder svurits vid just ”Leipters vatten” är ovisst. Finnur Jónsson antar att det kan hänga samman med att dess vatten var särskilt klart (ljós, ”lysande”). Även begreppet Unnarsteinn är gåtfullt. Förledet unnr (eller uðr) betyder ”våg, bölja”. Flera översättare har antagit att förledet är ett egennamn. Unnr (Uðr) är i Grímnismál 46 ett namn på Oden, och i  Skáldskaparmál 25 och 61 sägs en av Ägirs nio döttrar heta Unnr (Uðr). Odensnamnet har dock s-genitiv, vilket borde ha givit Unns i stället för Unnar.

### Snorres Edda
I fjärde kapitlet av Gylfaginning räknar Snorre Sturlasson upp elva av de älvar som finns i flodtulorna i Grímnismál. En av dem är Leipt.
| Många tidsåldrar innan jorden skapades blev Nifelheim gjort, och i dess mitt ligger en brunn som heter Hvergelme. Därifrån faller de floder som heter Sval, Gunntra, Fjörm, Fimbultul, Slid och Hrid, Sylg och Ylg, Vid, Leipt och Gjöll som är närmast Helgrindarna. | Fyrr var þat mǫrgum ǫldum en jǫrð var skǫpuð er Niflheimr var gǫrr, ok í honum miðjum liggr bruðr sá er Hvergelmir heitir, ok þaðan af falla þær ár er svá heita: Svǫl, Gunnþrá, Fjǫrm, Fimbulþul, Slíðr ok Hríð, Sylgr ok Ylgr, Víð, Leiptr; Gjǫll er næst Helgrindum. |  |

I det därpå följande kapitlet ger Snorre dessa älvar den kollektiva benämningen Elivågor; ett begrepp som troligen från början syftat på Norra ishavet.
Namntulorna
Namnet Leiptr förekommer också  i namntulornas Á heiti, sjätte strofen.